# Lophorhinus willodenensis
Lophorhinus willodenensis — примітивний терапсид родини  бурнетиїдів. Описано Сидором і Смітом в 2007 р. Голотип — передня частина черепа без нижньої щелепи. Виявлено в свиті Бофорт. Довжина черепа L. willodenensis — 20 см, загальна довжина — близько 150 см. Серединний носовий гребінь невеликий. Відрізняється від лобалопекса, з яким він споріднений, напівкруглим серединним носовим гребенем, який утворений злитими носовими кістками, подвійними слізними отворами, окостенілим сфенетомоїдом. Перший премаксилярний  зуб стиснутий мезіодистально.
Знахідка Lophorhinus в зоні Тропідостома показує, що численні бурнетіаморфи існували в  Гондвані 270–250 млн років тому. Назва «лофорин» означає «чубатий ніс». Видова назва походить від назви ферми Віллодене. Lophorhinus willodenensis, можливо, був всеїдним.

## Ресурси Інтернету
- [Архівовано 6 жовтня 2013 у Wayback Machine.]